# وانیا هوهانیسیان (زاده ۱۹۵۵)
وانیا واغیکی هوهانیسیان (ارمنی: Վանյա Վաղիկի Հովհաննիսյան؛ زادهٔ ۳ مارس ۱۹۵۵) یک سیاستمدار اهل ارمنستان است که از تاریخ ۱۹۹۹ تا تاریخ ۲۰۰۳ سمت نمایندگی دوره دوم مجلس ملی جمهوری ارمنستان را برعهده داشت.

## زندگی‌نامه
در ۳ مارس ۱۹۵۵ در هرازدان به دنیا آمد و از دانشگاه ملی پلی‌تکنیک ارمنستان (۱۹۸۰) فارغ‌التحصیل شد.

## یادداشت
1. ↑  Ժողովրդադեմոկրատական կուսակցություն /ԺԴԿ/